# Crystal Taliefero
Crystal Taliefero (Bourne, 6 gennaio 1963) è una cantante e polistrumentista statunitense.
Cresciuta in una famiglia di musicisti, suonava Rhytm And Blues con il fratello nell'Indiana e nell'area metropolitana di Chicago. Durante gli anni del college fu notata da John Mellencamp che la aiutò guidandola verso una carriera da musicista professionista. Crystal Taliefero ha suonato con diversi artisti negli anni 80 e 90. Nel 1989 fu ingaggiata come musicista di studio per la Billy Joel Band e da allora ha registrato album e suonato in tour con la band.

## Biografia
Nonostante sia nata a Bourne, nel Massachusetts, nel 1963, Crystal Taliefero ha speso buona parte della sua infanzia a Hammond, nell'Indiana. Dall'età di 11 anni ha cominciato a suonare rhytm and blues nei dintorni di Hammond e vicino a Gary, sempre nell'Indiana, dove la sua famiglia si spostò due anni più tardi. Si unì poi al fratello Charles nel gruppo Black Mist (che cambiò poi nome in Magic Mist) che suonava nell'area metropolitana di Chicago, nell'Illinois.
Taliefero frequentò la William A. Wirt High School, dove si fece notare per le qualità atletiche e si diplomò nel 1981. Studiò musica alla Indiana University.

## Carriera
Al college, Crystal suonava in una band chiamata Kilo, che includeva altri artisti diventati poi abbastanza famosi, come il batterista Shawn Pelton, il bassista Robert Hurst ed il trombettista Chris Botti. Il batterista di John Mellencamp, Kenny Aronoff, spesso si fermava a suonare con loro e nel 1986 dopo aver sentito la prima canzone di una performance dal vivo, Mellencamp invitò Crystal ad unirsi al tour della sua band. In una intervista del 2011, Taliefero definisce la sua esperienza con Mellencamp come un tirocinio fondamentale che ha cambiato l'intero corso della sua vita. Nel 1989 Mellencamp si ritirò temporaneamente dalla scena musicale per dedicarsi alla pittura. Crystal gli chiese in prestito 3000 dollari e con quelli si diresse a New York per cercare maggiori opportunità a livello musicale.
Dopo aver vissuto per due mesi e mezzo a New York, Crystal ricevette una telefonata da un collaboratore di Mellencamp che le chiedeva di cantare e suonare la batteria per l'imminente album di Billy Joel, chiamato Storm Front. Dopo una apprezzata audizione fu invitata ad unirsi alla Billy Joel Band nella quale suona tuttora. Col tempo, ha assunto anche il ruolo di arrangiatrice delle parti vocali, per le quali è accreditata dall'album River of Dreams, del 1993.
Nel 1991 ha accompagnato i Bee Gees nel loro tour. Uno show in Europa necessitava di una band di apertura, così chiesero a Crystal se poteva suonare qualcosa di suo prima del concerto vero e proprio. Allora lei formò un gruppo per quella sera assieme a Pat Peterson, una corista di John Mellencamp, accompagnate dalla Bee Gees Band.
Il 1992 vede Crystal come importante presenza nell'estenuante tour mondiale di 107 date di Bruce Springsteen, che si concluse nel Giugno del 1993. Il tour le diede l'opportunità di farsi vedere e le fece guadagnare un gran numero di interviste. Il critico del New York Times, Jon Pareles, definì Crystal come "energica e complementare" mentre Edna Gundersen di USA Today elogiò le sue performance al fianco di Springsteen. La collaborazione di Crystal con Springsteen include anche la performance all'MTV Unplugged del 1992. Ciò nonostante, Gary Graff del Detroit Free Press, si lamentò del fatto che Crystal suonava il saxofono praticamente solo su Born To Run e lamentava l'assenza del saxofonista originale della E Street Band, Clarence Clemons, che non fu chiamato a prendere parte al tour.
Crystal Taliefero ha suonato con un gran numero di altri artisti, inclusi Faith Hill, Garth Brooks, Joe Cocker, Tina Arena, Bob Seger, Brooks & Dunn, Richie Sambora, Elton John, Enrique Iglesias, Natalie Merchant, Meat Loaf, e Michael McDonald.

## Caratteristiche tecniche
Crystal Taliefero è spesso accreditata come corista e percussionista. Il suo kit di percussioni include bongo, cabasa, chimes, conga, campanaccio, guiro, jam block, shaker, tamburello, timbales, triangolo, djembe e wood block. Oltre a questi, Crystal suona anche chitarra, tastiere e saxofono oltre ad altri strumenti a fiato. È nota per le sue esibizioni piene di energia.
In un articolo del 2008, chiamato "Le 125 persone, cose e luoghi che governano l'Universo del Rock & Roll", la rivista Rolling Stone ha proclamato Crystal la "Migliore Arma Segreta".

## Vita Privata
Nel 1986 Crystal subì una rottura dell'appendice mentre era in tour con Bob Seeger. Fu ricoverata in ospedale per diverse settimane.
Uno degli scopi che si è prefissa è la Taliefero Music Foundation che dovrebbe formare giovani talenti nel mondo dello spettacolo. Come parte di questo progetto, ha visitato la Central High School a Chicago nel 2009.
Crystal è stata insignita dell'Alumni Award alla Indiana University African-American Arts Institute's Herman C. Hudson nell'Aprile del 2011. In una nota di congratulazioni, Billy Joel ha dichiarato che alcune delle sue canzoni non sarebbero state scritte senza l'ispirazione di Crystal.